# Вега, Сюзанна
Сюзанна (Сюзан) Надин Вега (англ. Suzanne Nadine Vega; 11 июля 1959, Санта-Моника, Калифорния) — американская певица, автор песен, гитаристка.
Наиболее известные произведения — «Tom’s Diner» («Закусочная Тома»), которая использовалась в качестве теста при разработке формата кодирования музыкальных файлов MP3 (за это Сюзанну Вегу иногда называют «мамой MP3»), а также песня «Luka», направленная против жестокого обращения с детьми.
Начиная с 2010 года Сюзан выпустила серию альбомов под названием Close-Up, в которой её музыка сгруппирована по темам: любовь, люди и места, семья. Один из последних концертных альбомов An Evening of New York Songs and Stories (2020) объединяет песни о её родном городе — Нью-Йорке.

## Биография
Её мать, Пэт Вега, аналитик компьютерных систем, была немецко-шведских кровей. Отец, Ричард Пэк, шведско-английско-ирландский графический дизайнер. Отчим, Эд Вега, писатель из Пуэрто-Рико .
Сюзанна Вега родилась 11 июля 1959 года в Санта-Монике (Калифорния), семимесячной, весом чуть больше килограмма и сразу же угодила в барокамеру. Родители Сюзанны расстались ещё до её рождения, а в 1960 г. у девочки появился новый отец, которого она долгие годы считала родным. Пуэрториканский писатель Эд Вега увёз семью в Нью-Йорк. Они поселились в испанском квартале. С детства Сюзанна говорила на испанском так же хорошо, как на английском. В 9 лет она обнаружила, что её отец — белый. Её ощущение себя как пуэрториканки потерпело крах. На долгие годы она потеряла самоидентификацию. В 1988 году Сюзанна наняла детектива, и тот разыскал её настоящего отца в Калифорнии, где он подрабатывал тем, что рисовал архитектурные проекты по чертежам.
Кроме Сюзанны, в семье было ещё трое детей. Родители часто пели (в том числе собственные песни Эда Веги) и поощряли детей к музыкальному творчеству. Вега взяла в руки гитару в 11 лет. К 12 она обнаружила в себе поэтический дар. Отец рекомендовал ей избегать штампов и быть максимально искренней в самовыражении. Эд и мать Сюзанны были буддистами, что, по словам их дочери, помогло ей стать личностью.
Её вдохновлял Боб Дилан и современный балет, которым она занималась в Школе искусств в Манхэттене. Танец давался ей с трудом. Другие ученики были раскованными и экспрессивными, она же слыла законченной интроверткой. Сюзанн училась налаживать отношения с окружающими без лишних слов или действий. Она одевалась в широкие свитера и тяжелые ботинки. Ей не хотелось выглядеть сексуально, она считала, что всего можно добиться умом. Гораздо позже Вега поняла, что неудачи на танцевальном поприще объяснялись астмой и общим состоянием здоровья. Но тогда её обуревали комплексы и невысказанные желания.
Сюзанна поступила в колледж Барнарда в Нью-Йорке. Карьера танцовщицы была забыта, девушку интересовало пение собственных песен. Она выступала в кафе Вест-Сайда и на фольклорных фестивалях. Долгое время Сюзанна не выносила внимания публики, взгляды раздражали её.
С 1978 года Вега пела по клубам Гринвич Виллиджа в компании любителей народных песен. Её самоощущения приходили в порядок, особенно когда она слышала добрые отзывы и аплодисменты. «Я с раннего детства знала, что стану знаменитой. Часами я скакала в прихожей, воображая себя на сцене, или приглашала в гости других детей, чтобы разыгрывать с ними представления или петь перед ними». В Гринвич Виллидж Сюзанна нашла ту публику, о которой мечтала всегда.
В 1979 году Вега попала на концерт Лу Рида. Впечатления были потрясающими — Сюзанна поняла, что она может петь о ежедневных впечатлениях, о жизни улиц, рассказывать тысячи маленьких историй калек, больных, покинутых, не проговаривая сюжет до конца. Так родился её фирменный приём[уточнить]. Окончив колледж в 1982 году, она получила место: днём работала девушкой в приёмной, ночью пела в клубах. О ней уже писали в газетах, но студии отвергали её демозаписи.
Спустя два года после первой безуспешной попытки заинтересовать звукозаписывающую фирму её нашли двое продюсеров, только что открывших своё дело. Пару лет назад запись Вега попала в сферу их интересов. Записанная при их помощи демо-кассета понравилось рекорд-компании A&M, которая уже дважды ей отказывала. В 1983 году она заключила контракт, а в 1985 вышел её первый альбом, над которым она работала вместе с Ленни Кеем, бывшим гитаристом Патти Смит. Хозяева надеялись продать 30 тысяч копий, но продали 250 тысяч в Штатах и 500 тысяч за границей. Журнал «Rolling Stone» включил диск «Suzanne Vega» в сотню лучших альбомов 80-х. Через два месяца после выхода альбома Сюзанна дала свой первый большой концерт с группой и с тех пор выступала в таких престижных местах, как Альберт-холл в Лондоне, Карнеги-холл и Радио-сити-мьюзик-холл в Нью-Йорке.
В 1986 году Вега написала два текста для оркестрового альбома Филиппа Гласса «Songs for Liquid Days» и позже неоднократно сотрудничала с ним. Всю робость Сюзанны как рукой сняло. Теперь она хорошо знала свои особенности. Например, ей никогда не удавалось удачно спеть длинную фразу — сказывались последствия астмы. Но это не беда, стихи Сюзанн состоят из отрывистых кратких высказываний, философских и чрезвычайно эффектных. Лучший пример такого стихотворения — стандарт «Luka», прогремевший по хит-парадам всего мира и снискавший ей любовь фондов по защите детей от насилия.
На втором диске Сюзанны «Solitude Standing» (1987), кроме «Лу́ки», есть ещё один мировой хит «Tom’s Diner» («Закусочная Тома»), впоследствии ремикшированный британскими рэперами DNA. Продюсеры были в шоке, но зато сама Сюзанна — в восторге: «Чёрные дети стали слушать мои песни». Услышав ремикс, она изменила своё отношение к звуку — это отразилось на её дальнейших записях, саунд которых критики находят несравненно более плотным и даже трудным для восприятия («Days of Open Hand», 1990).
99,9 °F, записанный спустя два года, был встречен неважно. От Сюзанны ждали продолжения, а она вновь изменила стиль. Следующий альбом — «Nine Objects of Desire» (дочь Сюзанны — Руби, муж-продюсер Митчелл Фрум, Лолита, Смерть, трое мужчин, одна женщина и слива) был популярен.
Релиз «Tried & True: The Best of Suzanne Vega» (Испытанное и истинное, 1998) представляет собой сборник синглов, две песни, не вошедшие в официальные альбомы («Left of Centre» и «Tom’s Diner» в версии DNA) и две новые песни («Book & Cover» и «Rosemary»).
Сюзанна Вега и Дункан Шейк написали пьесу «Carson McCullers Talks About Love» (режиссёр — Кэй Метсшула) о жизни американской писательницы Карсон Маккалерс, чьим творчеством Сьюзан увлечена с 15 лет. Премьера состоялась в 2011 году. В 2016 году музыкальный материал пьесы вышел на девятом номерном альбоме Веги Lover, Beloved: Songs from an Evening with Carson McCullers.
В 2022 году посвятила песню «Last Train From Mariupol» (Последний поезд из Мариуполя) судьбе жителей города, пострадавшего от российского вторжения.

## Личная жизнь
С 1983 года Сюзанна Вега — практикующая буддистка (буддизм японской школы «Нитирэн»).

## Дискография

### Альбомы
- 1985 Suzanne Vega — позиция в чартах: Великобритания #11, США #91, Австралия #23
- 1987 Solitude Standing — позиция в чартах: Великобритания #2, США #11, Австралия #7
- 1990 Days of Open Hand — позиция в чартах: Великобритания #7, США #50
- 1992 99.9F° — позиция в чартах: Великобритания #20, США #86
- 1996 Nine Objects of Desire — позиция в чартах: Великобритания #43, США #92
- 1998 Tried & True: The Best of Suzanne Vega[англ.] — позиция в чартах: Великобритания #46, Австралия #96
- 2001 Songs in Red and Gray — позиция в чартах: США #178
- 2003 Retrospective: The Best of Suzanne Vega — позиция в чартах: Великобритания #27
- 2007 Beauty & Crime
- 2010 Close-Up Vol.1, Love Songs
- 2010 Close-Up Vol.2, People & Places
- 2011 Close-Up Vol.3, States Of Being
- 2012 Close-Up Vol. 4, Songs of Family
- 2014 Tales from the Realm of the Queen of Pentacles
- 2016 Lover, Beloved: Songs from an Evening with Carson McCullers
- 2025 Flying With Angels

### Синглы
- 1985 «Marlene On The Wall» — позиция в чарте: Великобритания #83
- 1985 «Small Blue Thing» — позиция в чарте: Великобритания #66
- 1985 «Knight Moves»
- 1986 «Marlene On The Wall» второй выпуск — позиция в чартах: Великобритания #21, Австралия #39
- 1986 «Left Of Centre» — позиция в чартах: Великобритания #32, Австралия #35
- 1986 «Gypsy» — позиция в чарте: Великобритания #77
- 1987 «Luka» — позиция в чартах: Великобритания #23, США #3, Австралия #21
- 1987 «Tom's Diner» — позиция в чарте: Великобритания #58
- 1987 «Solitude Standing» — позиция в чартах: Великобритания #79, США #94, Австралия #91
- 1990 «Book Of Dreams» — позиция в чарте: Великобритания #66
- 1990 «Tired of Sleeping»
- 1990 «Men in a War»
- 1990 «Tom’s Diner (ремикс)» — позиция в чартах: Великобритания #2, США #5, Австралия #8
- 1991 «Rusted Pipe (ремикс)», промодиск
- 1992 «In Liverpool» — позиция в чарте: Великобритания #52
- 1992 «99.9F°» — позиция в чарте: Великобритания #46
- 1992 «Blood Makes Noise» — позиция в чартах: Великобритания #60, Австралия #61
- 1993 «When Heroes Go Down» — позиция в чарте: Великобритания #58
- 1995 «The Long Voyages» with John Cale
- 1996 «Caramel»
- 1996 «No Cheap Thrill» — позиция в чарте: Великобритания #40
- 1997 «Birth-day», промодиск
- 1997 «World before Columbus»
- 1997 «Headshots», промодиск
- 1998 «Book & a Cover»
- 1999 «Rosemary / Remember me»
- 2001 «Widow’s Walk», промодиск
- 2001 «Last Year’s Troubles», промодиск
- 2001 «Penitent», промодиск
- 2002 «(I’ll never be) Your Maggie May», промодиск